# روح بن حاتم
روح بن حاتم بن قبیصه بن مهلب از خاندان آل مهلب خاندانی ایرانی نژاد منسوب به مهلب بن ابی‌صفره که در اوایل اسلام ظهور کردند و تا سده ۷قمری/۱۳میلادی امیران و وزیران شاعران و دانشمندانی از آن برخاستند. نیای این خاندان مردی بافنده از مرد خارک بود به نام بسخره یا بسفره (بسیار فره) که در منابع عربی از او به شکل بسخره پسر بهبوذان و فسخرا یاد شده‌است که به عمان رفت و ادعا کرد که از قبیله ازد است از همین رو نویسندگان بعدی بدون اشاره به این معنی او را از قبیله ازد داسته و نسبش را تا ازد نیای ازدیان می‌رسانند.
روح بن حاتم قبیصه بن مهلب (رمضان ۱۷۴ قمری /زانویه ۷۹۱م) از جمله افردای بود که در اواخر دروان مروانیان با کشته شدن ابواسحاق ضبی طغیان کرد به میسان فرار کرد و بعد از ان به قیام عباسی پیوست و در جنگ میان منصور با شام در محلی به نام واسط در سال ۱۳۲ قمری شرکت کرد بعد ار پیروزی عباسیان روح بن حاتم جز یاران و نزدیکان خلفای عباسی (منصور - مهدی- هادی - هارون الرشید) درآمد. در سال (۱۴۲قمری) از سوی منصور با همراهی ابوالخصیب -خزیم بن خزیمه-ابوعون عبدالله و به جنگ با اسپهبد طبرستان که مسلمانان را قتل‌عام کرده بود رفت و او را سرکوب کرد همراه او شخصی به اسم عمر بن العلا ود که مدتی در نزد اسپهبد خورشید زندگی کرد و تمام راهای آنجا را به خوبی مشناخت را به طرف آمل فرستاد این مرد از جاسوسان دولت بنی عباس بوده‌است. اسپهبد زمانیکه وضعیت را چنین دید تصمیم گرفت برای جمع‌آوری سپاه راهی گیلان شود پس در این زمان اموال خانواده و خرانه سلطنتی را به دژ مستحکمی به اسم عایشه گرگیلی بین راه لاریجان و رویان بالای دربند کوه انتقال داد و خود همراه مردان جنگی راهی دیلمان شد زمانی که سپاهیان عرب از نبود او مطلع شدند او را تعقیب کردند اما نتوانستند او را پیدا کنند پس دژ مذکور را به مدت دو سال وهفت ماه محاصره کردند و در تمام طول این مدت کوچک‌ترین توفیقی در تسخر این دژ در طی این مدت نداشتند تا در نهایت دژ دچار بیماری می‌شود و چهارصد نفر از ساکنان دژ مردند و بقیه از ترس مرگ تسلیم شدند. در این میان اسپهبد خورشید سپاهی از دیلم و گیل جمع کرد و مسلمانان را به حمله متقابل تهدید کرداما چون خانواده وی به دست مسلمانان اسیر شدند وی ناامید شد و با زهر به زندگی خودش پایان داد. و از آن پس روح بن حاتم تا سال ۱۵۹ قمری که خلیفه مهدی او را به حکومت سند گماشت و بعد از آن روح از سال ۱۵۹ تا ۱۶۷قمری به‌طور متمادی حکومت سند بصره و کوفه را در دست داشت؛ و سرانجام در سال ۱۷۱ بعد از وفت برادرش یزید بن حاتم هارون الرشید او را والی تونس کرد. روح بن حاتم تا سال ۱۷۴ قمری در ان مقام بود تا سر انجام در قیروان درگذشت و در قبر برادرش به خاک سپرده شد.